# 锐齿槲栎
锐齿槲栎（学名：Quercus aliena var. acutiserrata）为壳斗科栎属下的一个变种。

## 扩展阅读
- 維基物種上的相關：锐齿槲栎